# Wijchen
Wijchen (anhörenⓘ) ist eine niederländische Gemeinde der Provinz Gelderland und hatte am 1. Januar 2025 nach Angaben des CBS 41.833 Einwohner. Zu ihr gehört, neben dem Hauptort Wijchen, eine Anzahl Dörfer, von denen Bergharen, Leur, Alverna, und Hernen die wichtigsten sind.

## Lage und Wirtschaft
Wijchen liegt zwischen den Flüssen Maas und Waal, unmittelbar südwestlich von Nijmegen, an der Autobahn und der Eisenbahn in Richtung Oss und ’s-Hertogenbosch. Am Bahnhof Wijchen halten nur Regionalzüge.
Entlang an der Eisenbahnstrecke gibt es ein Gewerbegebiet mit vielen kleinen Industrie- und Großhandelsbetrieben.
Viele Wijchener pendeln, weil sie in Nijmegen ihre Arbeit haben.
In der Umgebung gibt es bedeutende Landwirtschaft.

## Sehenswürdigkeiten und Veranstaltungen
- In der Gemeinde gibt es einige kleine Naturgebiete, die für Spaziergänger frei zugänglich sind.

- Im Ortskern befindet sich Schloss Wijchen (erbaut 1369, nach einem Großbrand 1906 wiederhergestellt), das von 1933 bis 1981 Rathaus war, und dessen Obergeschoss ein kleines Museum beherbergt.

- Das Schloss Hernen, im Dorf gleichen Namens (westlich von Wijchen), wurde 1369 erbaut. Da es in seiner Geschichte nie belagert oder zerstört wurde, ist es noch größtenteils im Originalzustand. Das Schloss kann ab und zu besichtigt werden. Die Umgebung des Schlosses ist schön und abwechslungsreich.

- Das Schloss Batenburg, im ehemaligen Städtchen gleichen Namens, wo die Herren von Bronkhorst ab 1315 lebten, ist seit 1794 eine Ruine. Batenburg ist jetzt ein kleines Bauerndorf. Ein Haus, wo im späten Mittelalter die Stadtmünzen geschlagen wurden („Die Munte“) deutet noch an, dass Batenburg in der Vergangenheit eine Stadt gewesen ist.

- Unter anderem für die ethnische Minderheit aus Surinam, zu der zahlreiche Menschen indischer Herkunft gehören, wurde im Januar 2006 in Wijchen ein großer Hindu-Tempel eröffnet und eingeweiht. Das Heiligtum ist der größte Hindu-Tempel der Niederlande.

- Jährlich findet in Wijchen das internationale Rollstuhltanz-Event Wijchen Swingt Internationaal statt, organisiert von der Stichting Rolstoeldansen Nederland (Stiftung Rollstuhltanzen Niederlande).

- Der Tag von Wijchen ist der zweite Tag des Nijmegenmarsch der seit 1909 gelaufen wird. 2016 starteten um 4.00 Uhr früh 50.000 Teilnehmer zur „Wanderung mit weltweit den meisten Teilnehmern“.

## Bilder

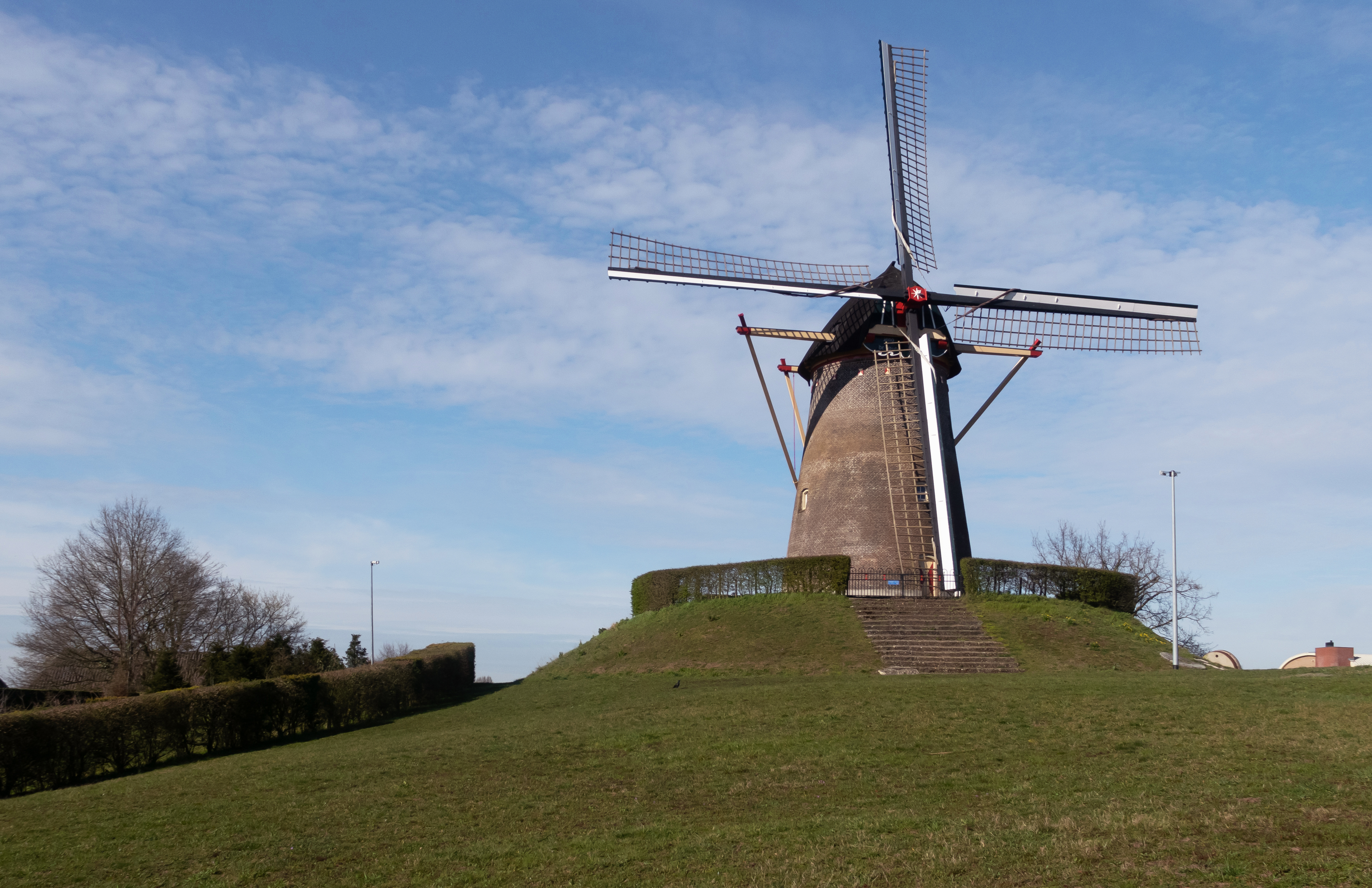
Wijchen, Mühle: de Oude Molen
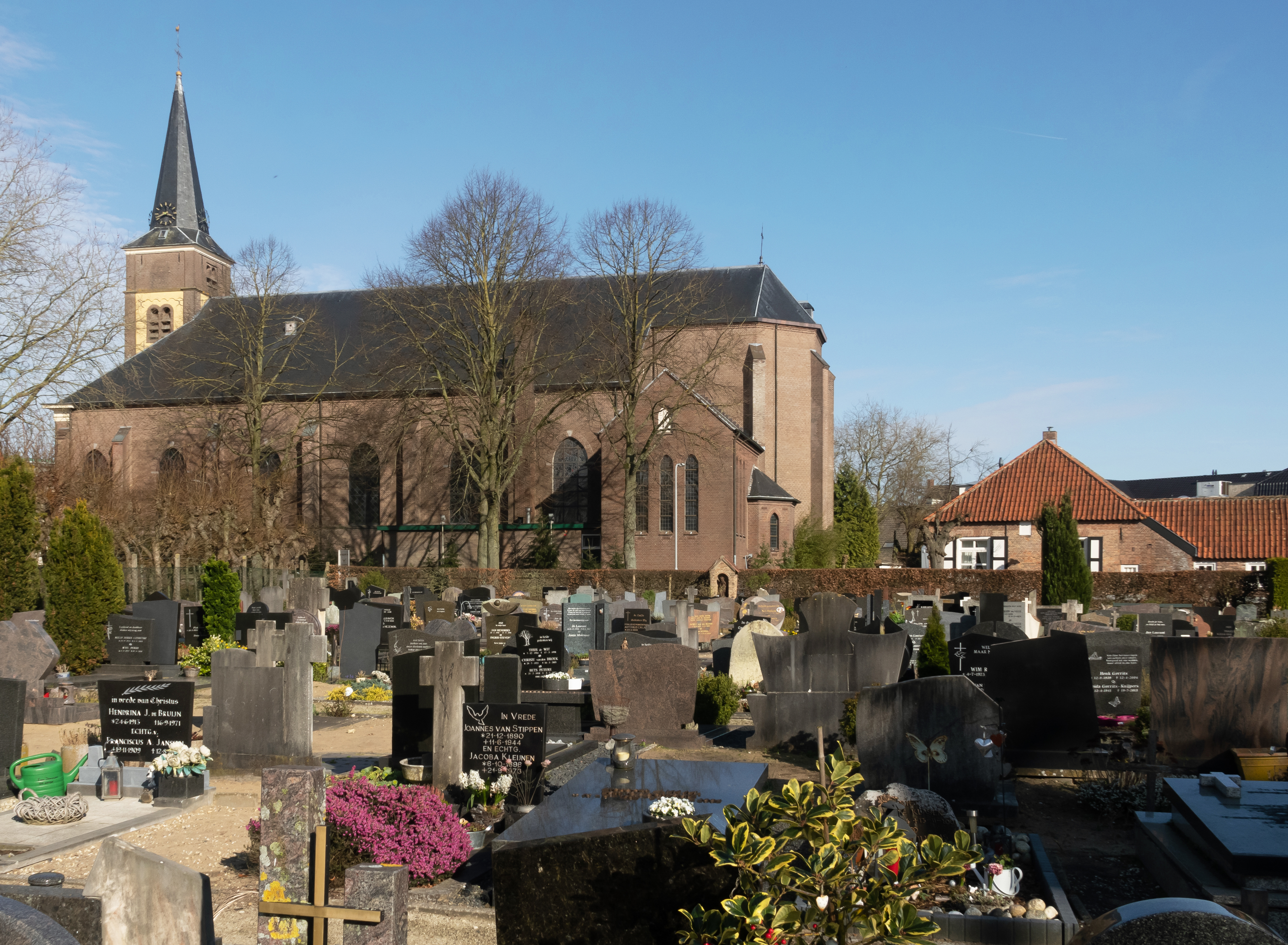
Wijchen, katholische Kirche: kerk van de Heilige Antonius Abt
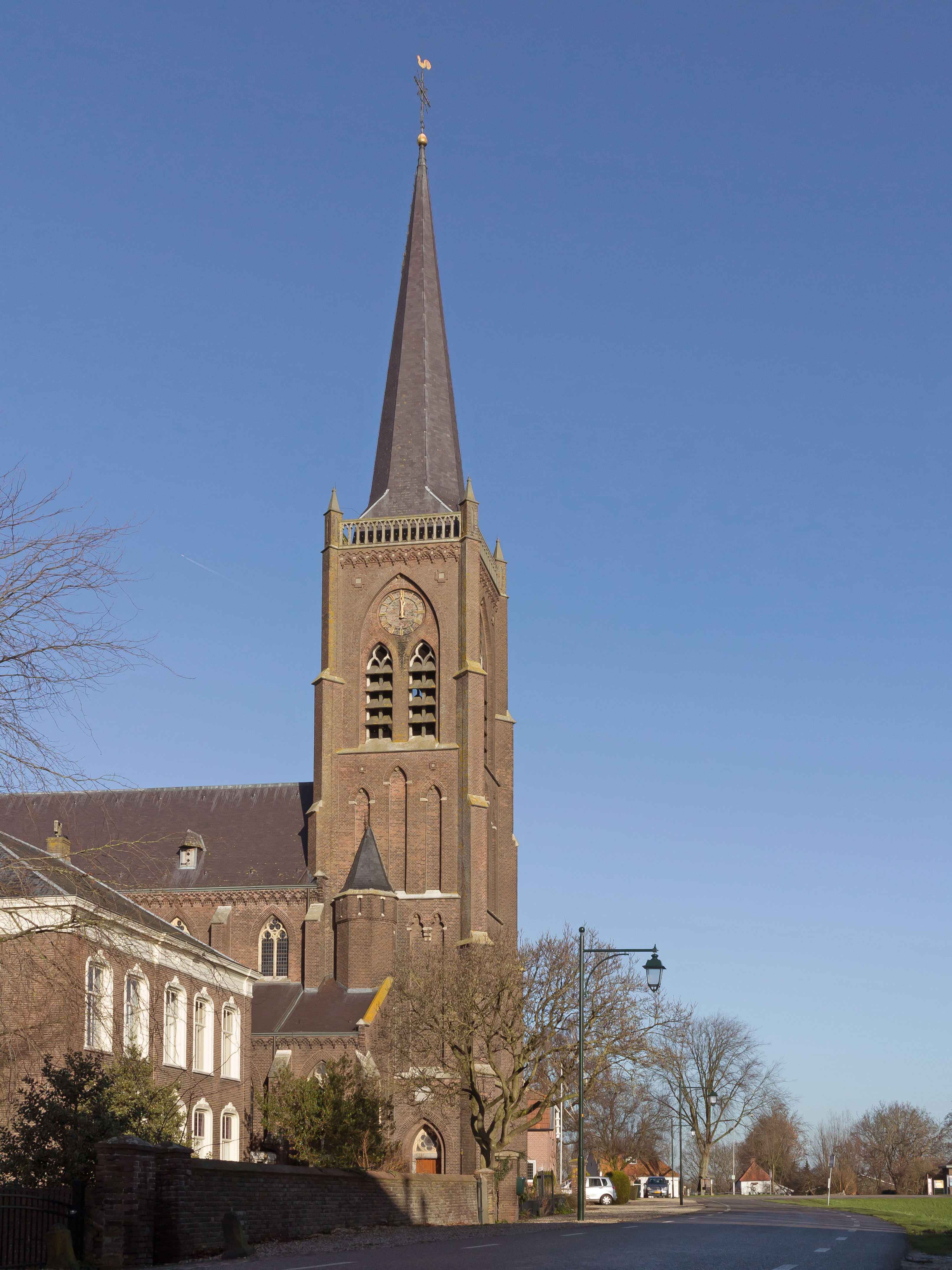
Batenburg, Kirche: de Sint Victorkerk
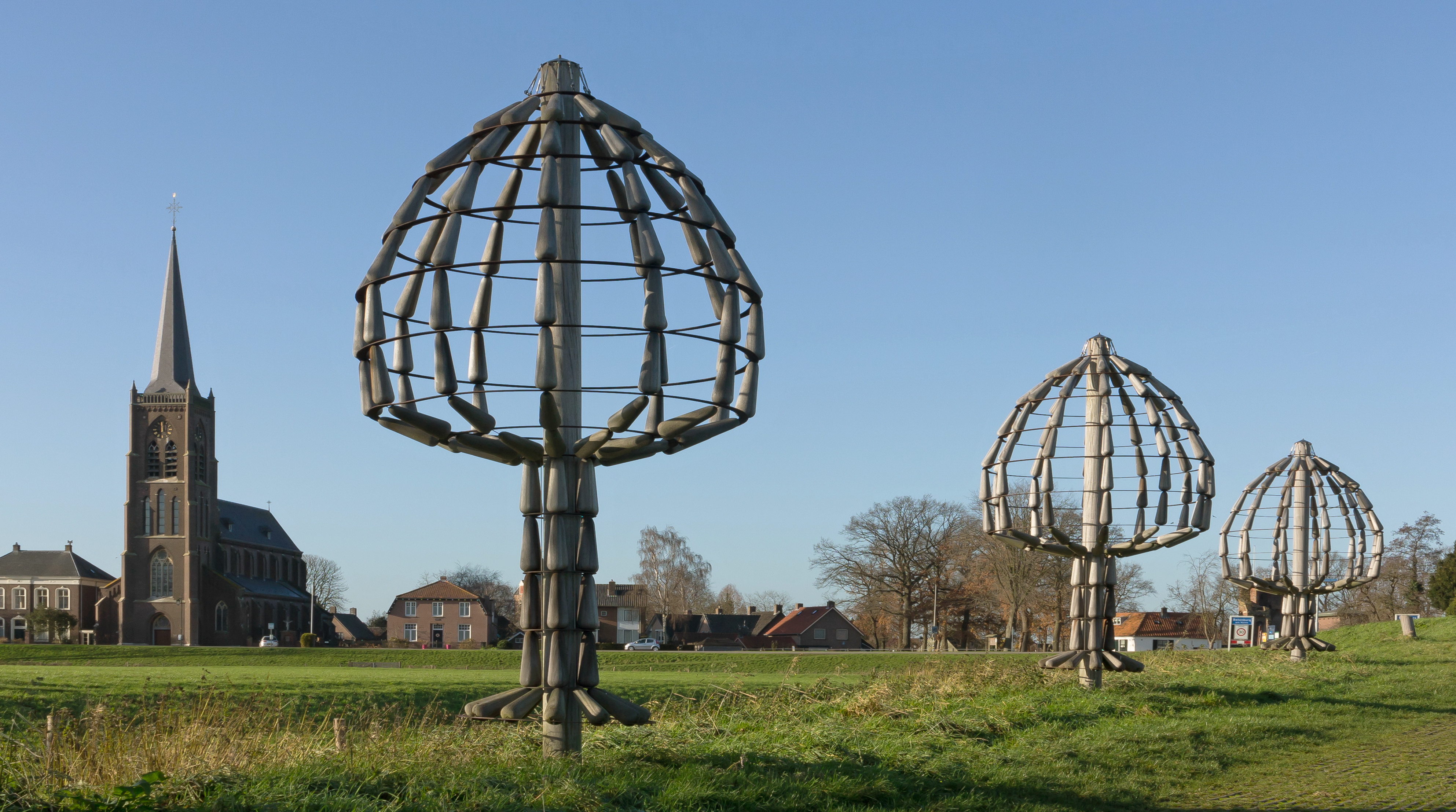
Batenburg, Skulptur (de Boombeelden) von Marc de Roover
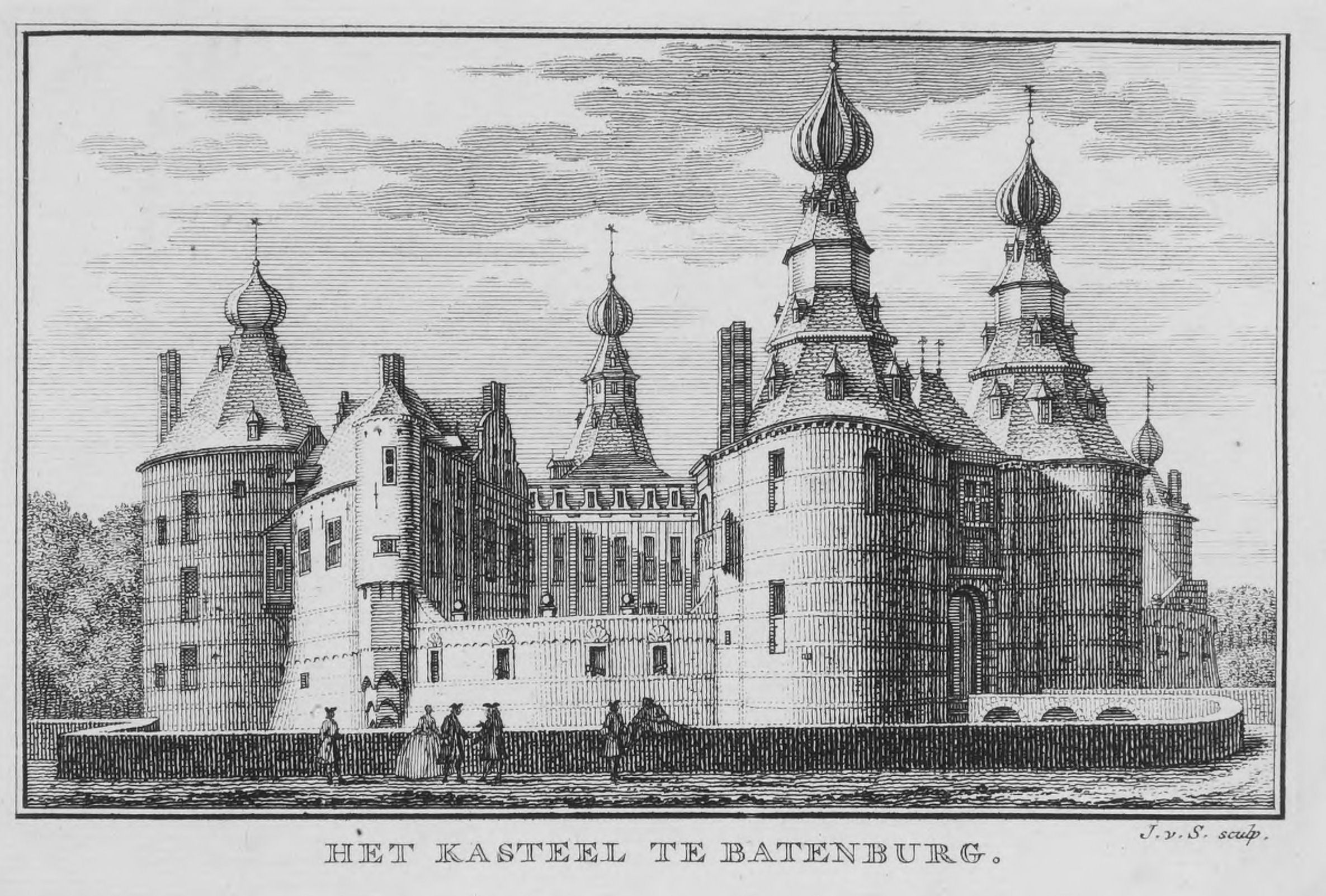
Schloss Batenburg (1776)
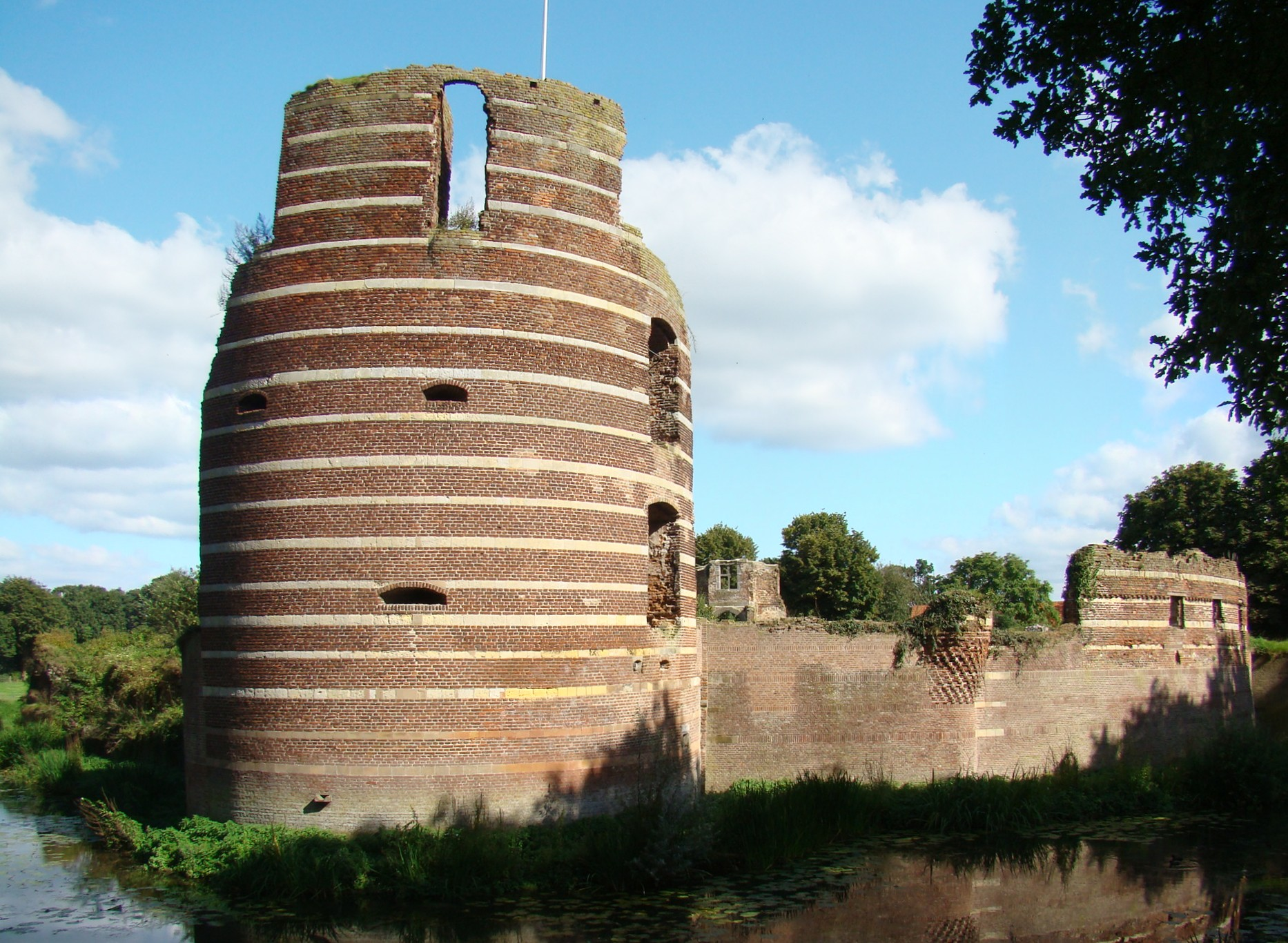
Batenburg, Ruine (seit 1794)
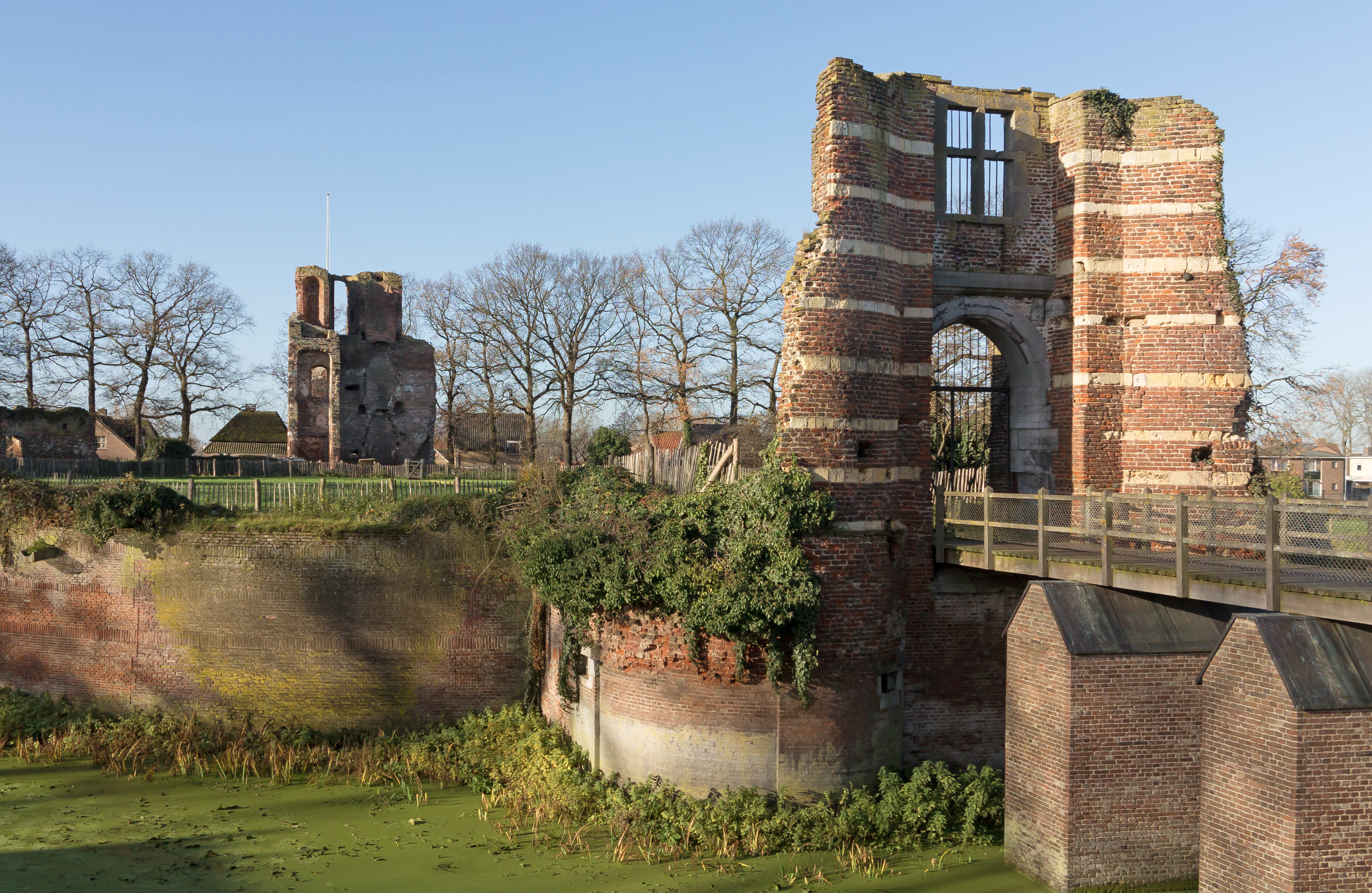
Batenburg, Torhaus des Schlosses
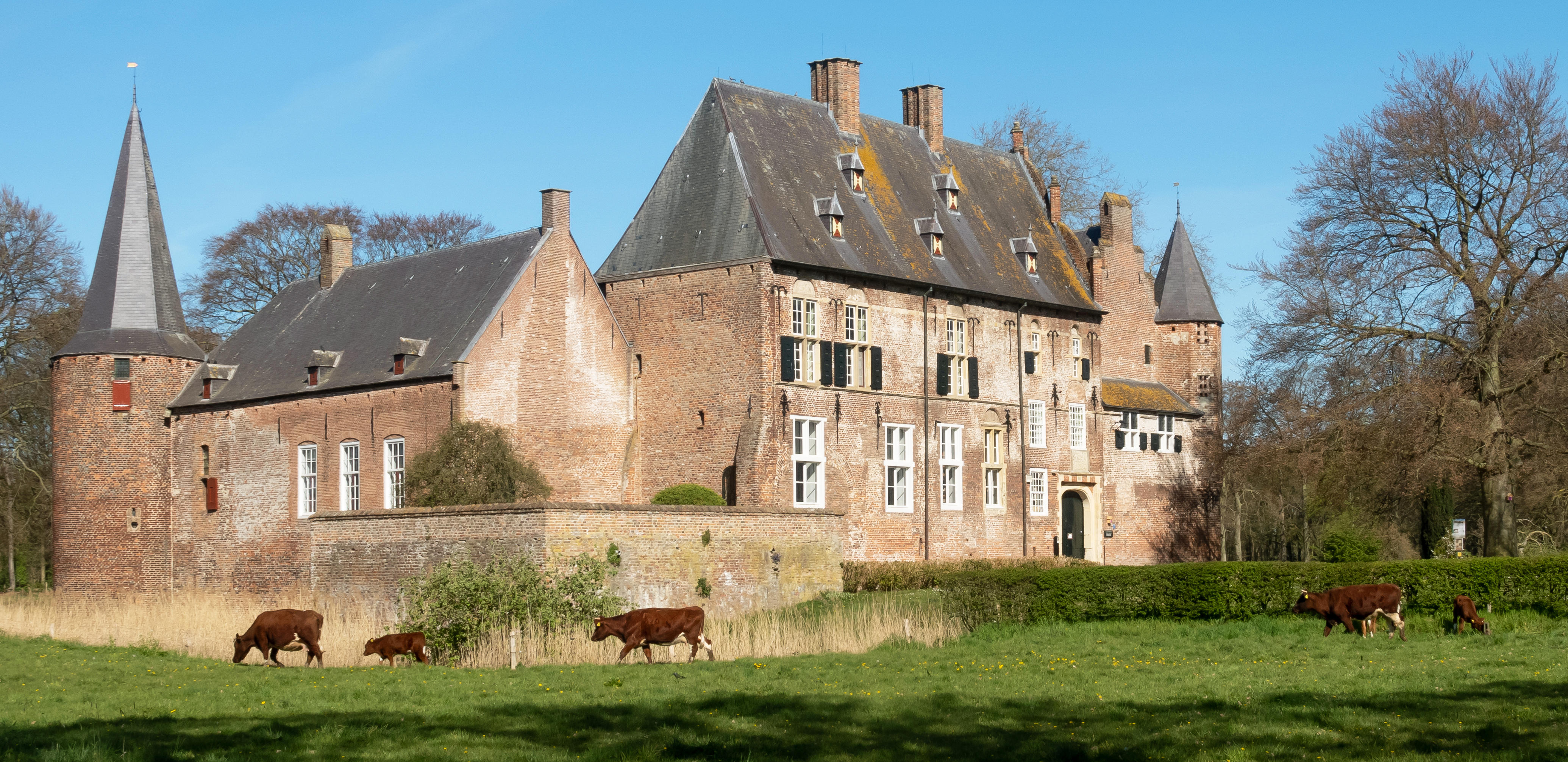
Hernen, Schloss: kasteel Hernen
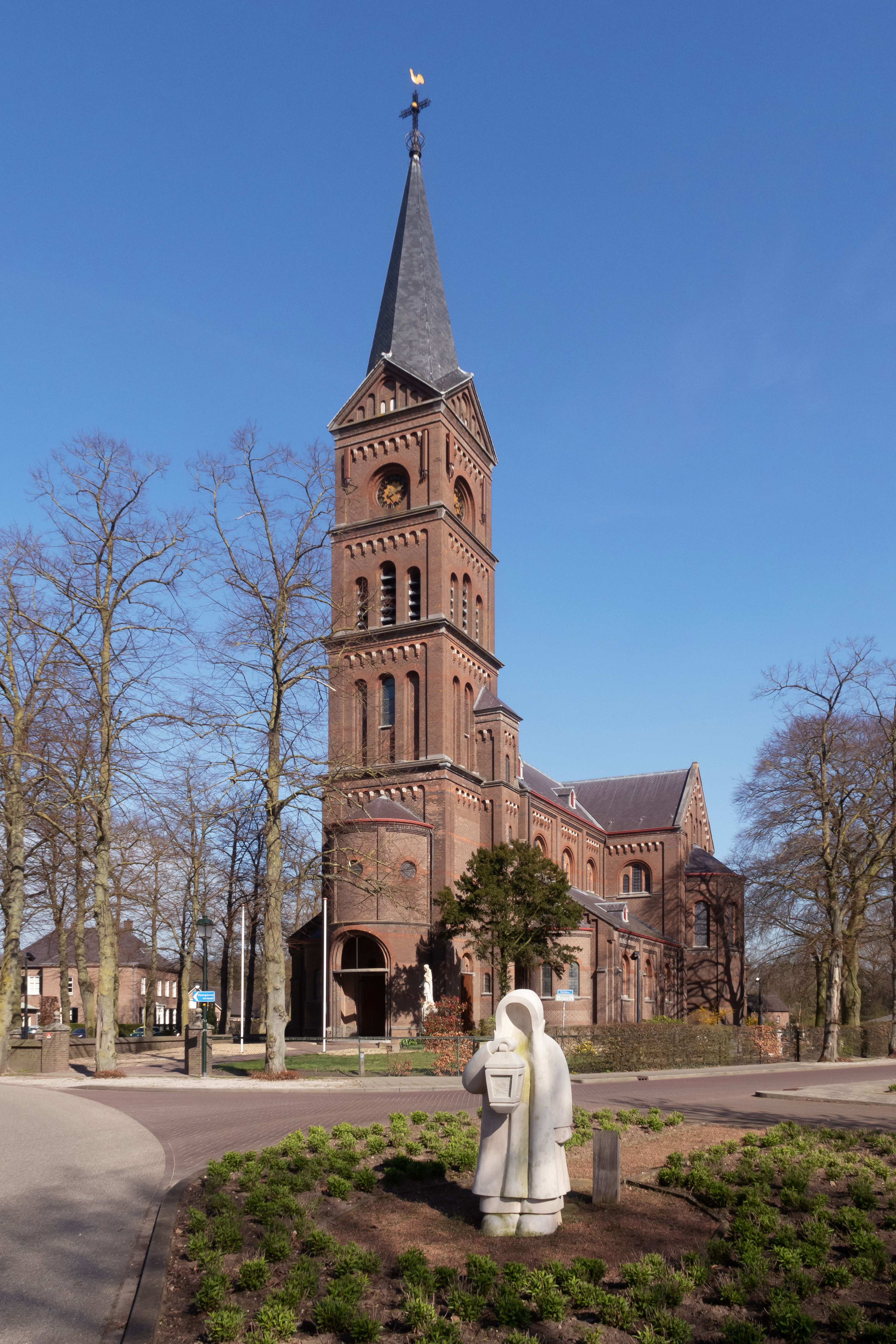
Hernen, Kirche: die Sint Judocuskerk
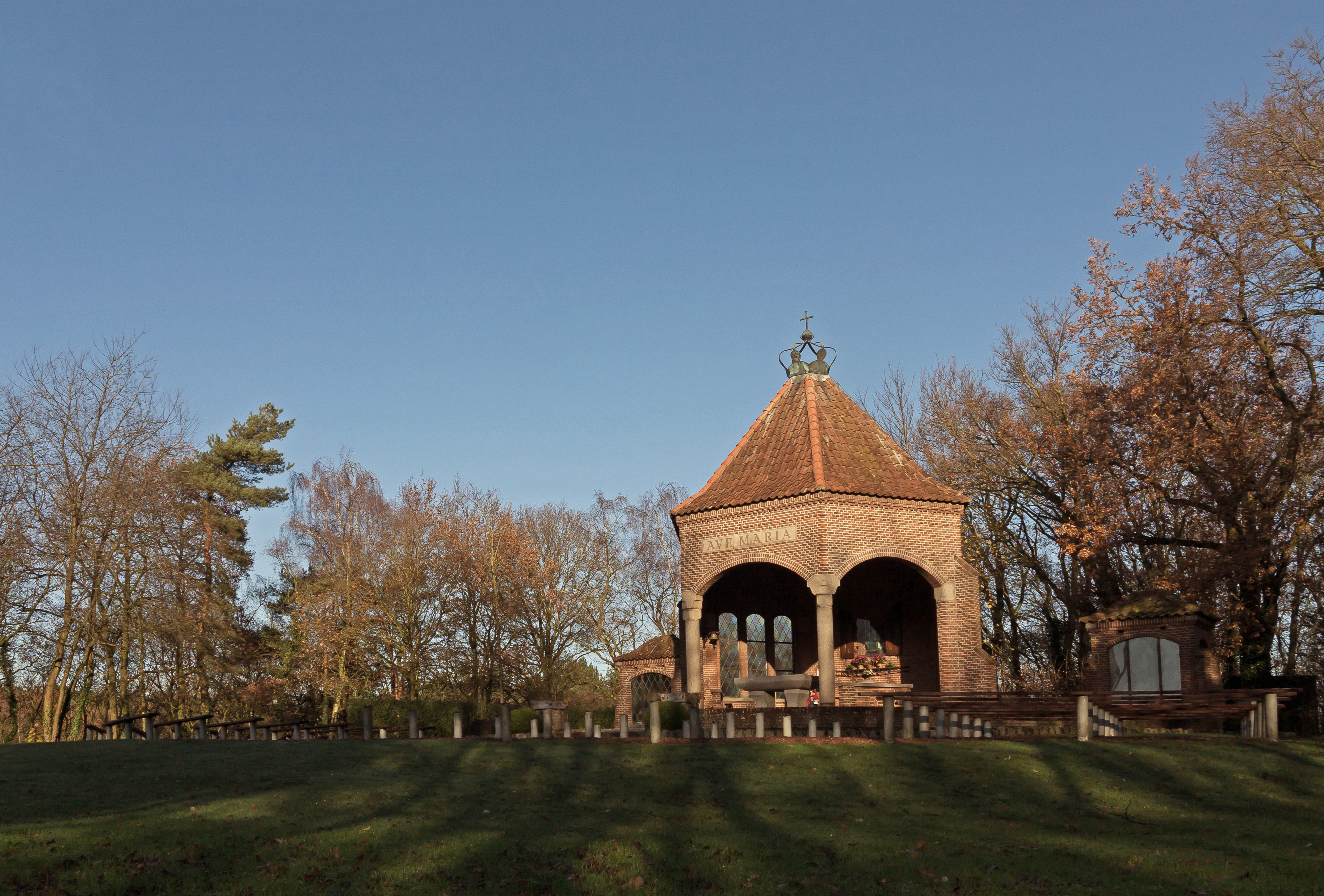
Bergharen, Kapelle: kapel Onze Lieve Vrouw ter Nood Gods
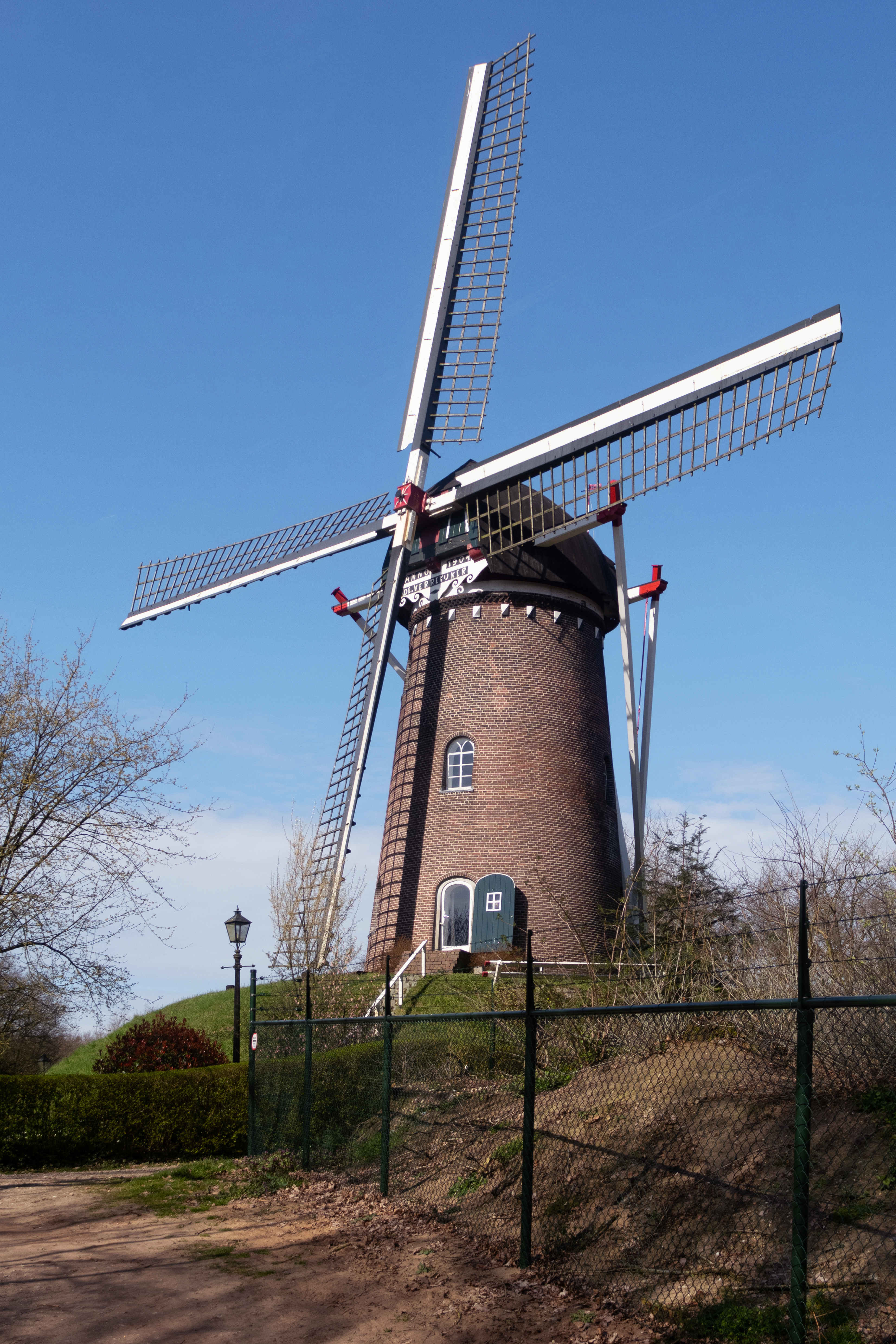
Bergharen, Mühle: die Verrekijker
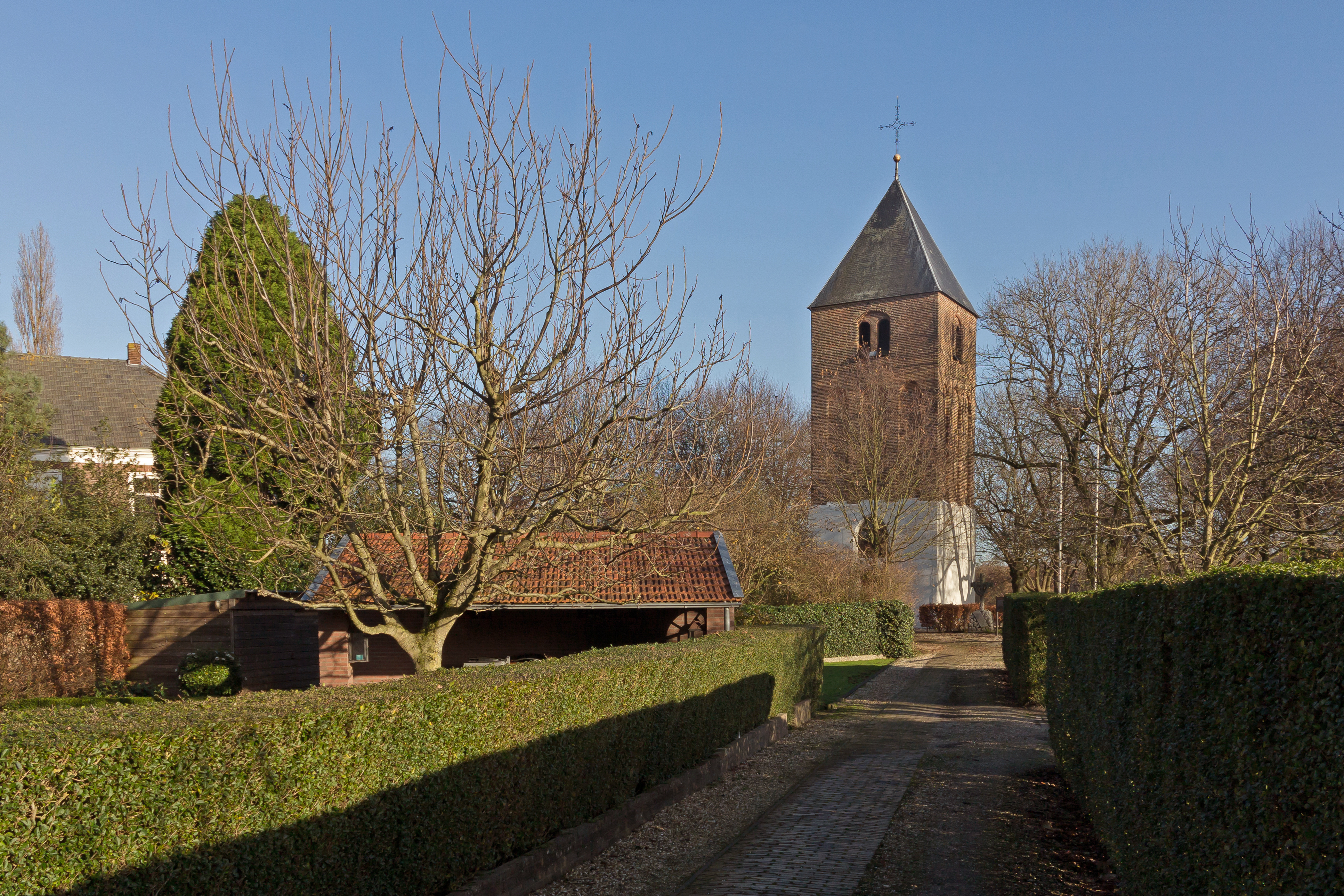
Balgoij, Turm der frühere Kirche
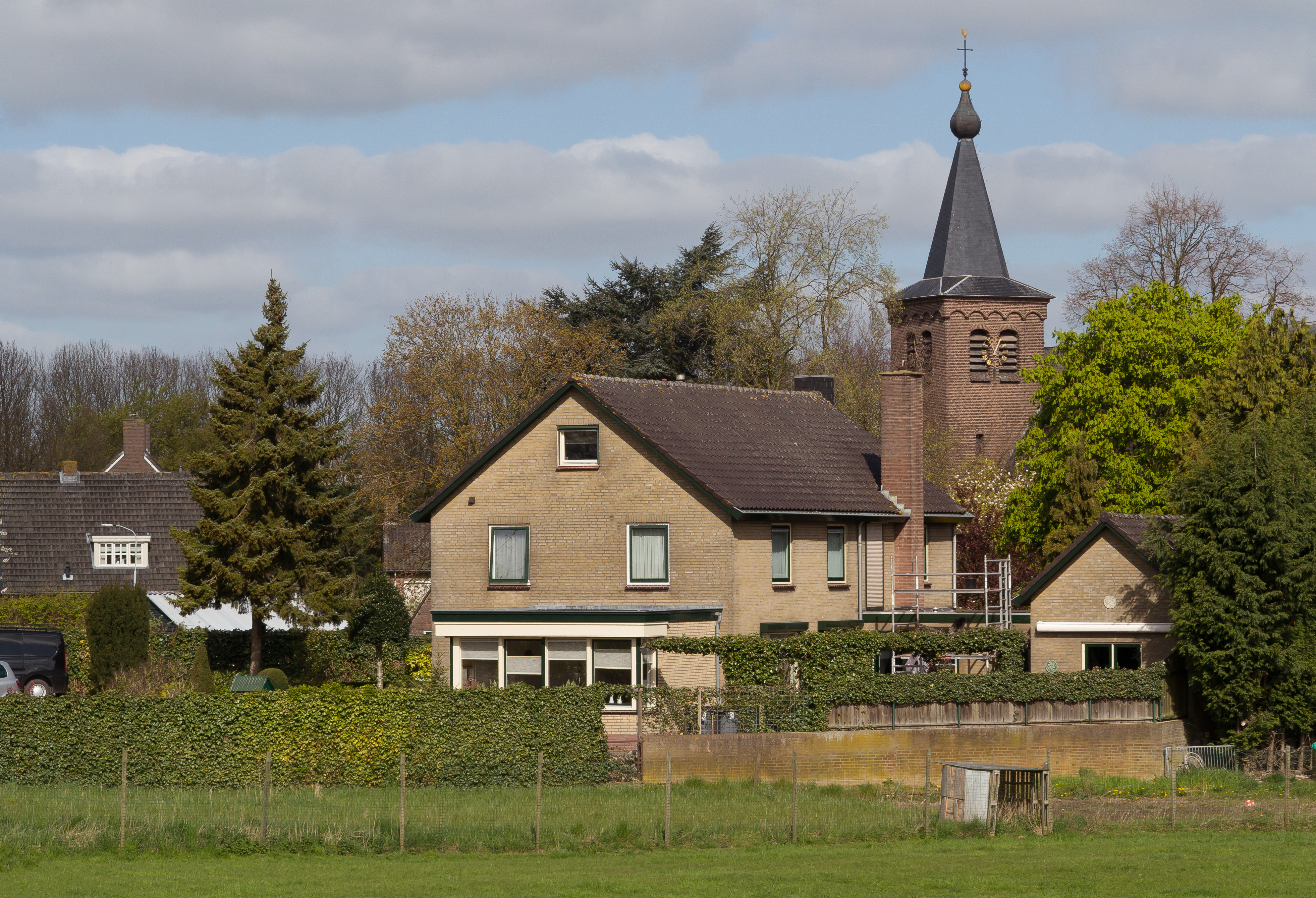
Niftrik, Kirchturm im Dorf
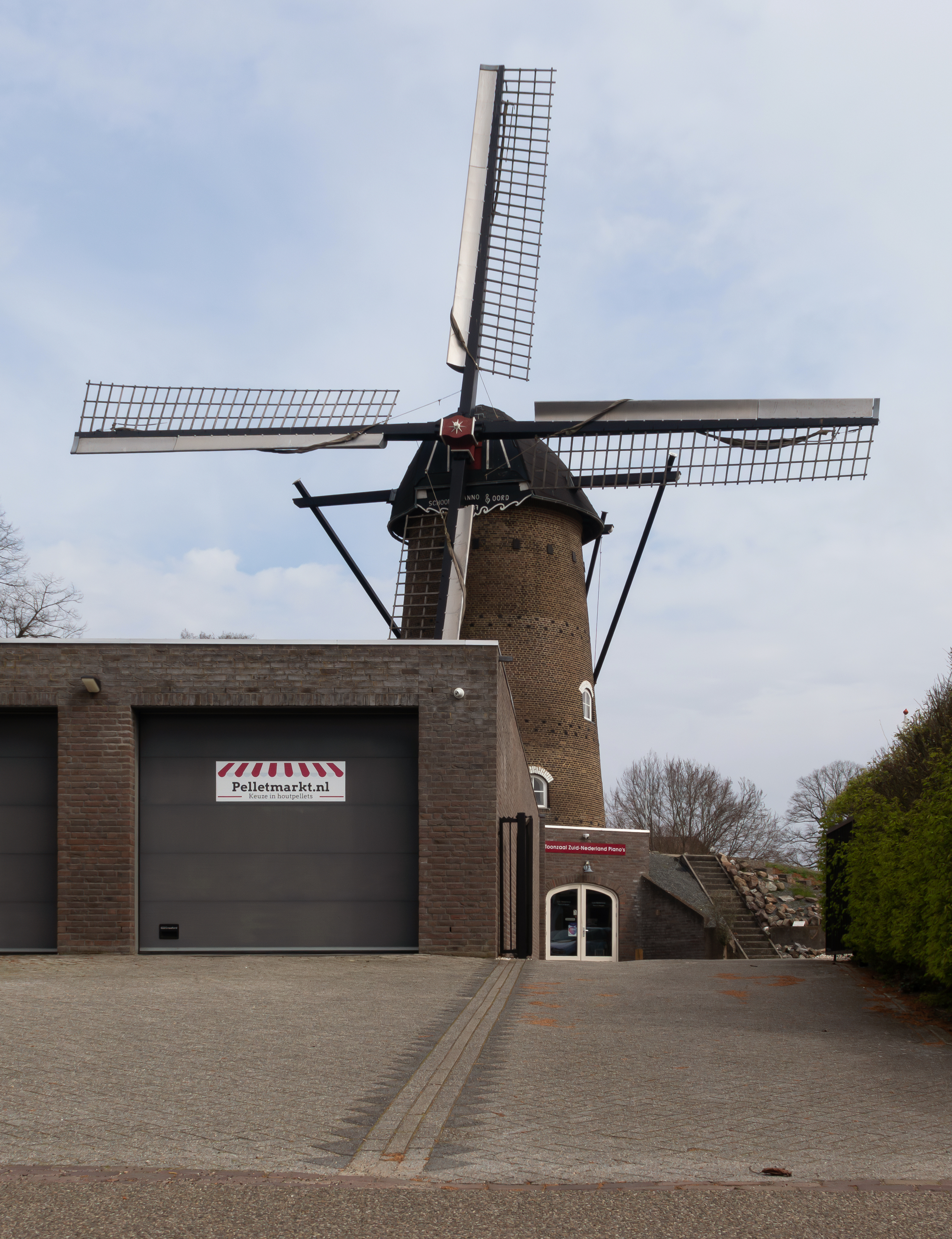
Alverna, Mühle: windmolen Schoonoord

## Politik

### Sitzverteilung im Gemeinderat
Der Gemeinderat wird seit 1982 folgendermaßen gebildet:
| Partei               | Sitze  | Sitze | Sitze | Sitze | Sitze | Sitze | Sitze | Sitze | Sitze | Sitze | Sitze |
| Partei               | 1983 b | 1986  | 1990  | 1994  | 1998  | 2002  | 2006  | 2010  | 2014  | 2018  | 2022  |
| -------------------- | ------ | ----- | ----- | ----- | ----- | ----- | ----- | ----- | ----- | ----- | ----- |
| Kernachtig Wijchen c | –      | –     | –     | –     | –     | –     | –     | 8     | 11    | 12    | 10    |
| CDA                  | 7      | 8     | 7     | 7     | 6     | 7     | 6     | 6     | 4     | 4     | 5     |
| VVD                  | 2      | 2     | 1     | 3     | 3     | 3     | 2     | 3     | 3     | 3     | 3     |
| Wijchen Lokaal d     | –      | –     | 2     | 3     | 2     | 4     | 6     | 4     | 1     | 2     | 3     |
| PvdA                 | 4      | 5     | 4     | 4     | 4     | 4     | 7     | 4     | 3     | 3     | 2     |
| GroenLinks           | –      | –     | –     | –     | –     | 0     | –     | –     | –     | –     | 2     |
| D66                  | 0      | –     | 1     | 3     | 1     | –     | –     | 2     | 3     | 2     | 2     |
| Sociaal Wijchen      | –      | –     | –     | –     | –     | –     | –     | –     | 2     | 1     | –     |
| Leefbaar Wijchen c   | 4      | 5     | 4     | 2     | 3     | 5     | 4     | –     | –     | –     | –     |
| Gemeentebelangen     | 1      | 1     | 2     | 3     | 5     | 2     | 0     | –     | –     | –     | –     |
| SP                   | 0      | 0     | –     | –     | 1     | 0     | –     | –     | –     | –     | –     |
| Lijst Joke Toonen    | 2      | 2     | 2     | –     | –     | –     | –     | –     | –     | –     | –     |
| PPR                  | 1      | –     | –     | –     | –     | –     | –     | –     | –     | –     | –     |
| PSP                  | 1      | –     | –     | –     | –     | –     | –     | –     | –     | –     | –     |
| Gesamt               | 21     | 23    | 23    | 25    | 25    | 25    | 25    | 27    | 27    | 27    | 27    |

Anmerkungen

### Kollegium von Bürgermeister und Beigeordneten
Für die Periode 2018–2022 besteht eine Koalition aus den Parteien Kernachtig Wijchen, PvdA und VVD. Die PvdA und VVD stellen dem Kollegium je einen Beigeordneten bereit, während Kernachtig Wijchen zwei Beigeordnete dazu beiträgt. Folgende Personen gehören zum Kollegium und sind in folgenden Aufgabenbereichen tätig:
| Funktion         | Name                    | Partei             | Ressort | Anmerkung                               |
| ---------------- | ----------------------- | ------------------ | --- | --------------------------------------- |
| Bürgermeisterin  | Renske Helmer-Englebert | SP                 | administrative Organisation und Koordination, öffentlicher Ordnung und Sicherheit, Koordination der Vollstreckung, öffentliche Dienstleistung, Angestellte und Facility-Dienste, Kommunikation, Repräsentation und Werbung, regionale Zusammenarbeit | seit dem 18. November 2022 im Amt       |
| Beigeordnete     | Paul Loermans           | Kernachtig Wijchen | öffentliche Arbeit, Verkehr und Transport, Umwelt, Natur und Landschaftspflege, Sport und -anlagen, Bildung und Kultur, Lebensqualität | erster stellvertretender Bürgermeister  |
| Beigeordnete     | Geert Gerrits           | Kernachtig Wijchen | Finanzen, Raumplanung, Wohnen, Grundlagen | zweiter stellvertretender Bürgermeister |
| Beigeordnete     | Titus Burgers           | PvdA               | Sozialhilfegesetz, Jugendfürsorge und Gesundheitspflege, Wohl, Nachhaltigkeit | dritter stellvertretender Bürgermeister |
| Beigeordnete     | Nick Derks              | VVD                | Partizipationsgesetz, Wirtschaft, Arbeitsmöglichkeiten und Tourismus, gesellschaftliche Angelegenheiten und Mindesteinkommenspolitik, Immobilien | vierter stellvertretender Bürgermeister |
| Gemeindesekretär | Remco Boer              | —                  | — | seit September 2017 im Amt              |

## Persönlichkeiten
- Wesley Hendriks (* 1985), Eishockeyspieler
- Roy Makaay (* 1975), Fußballspieler
- Joël Piroe (* 1999), Fußballspieler
- Fred Rutten (* 1962), Fußballspieler und -trainer